# Place de la Sallaz

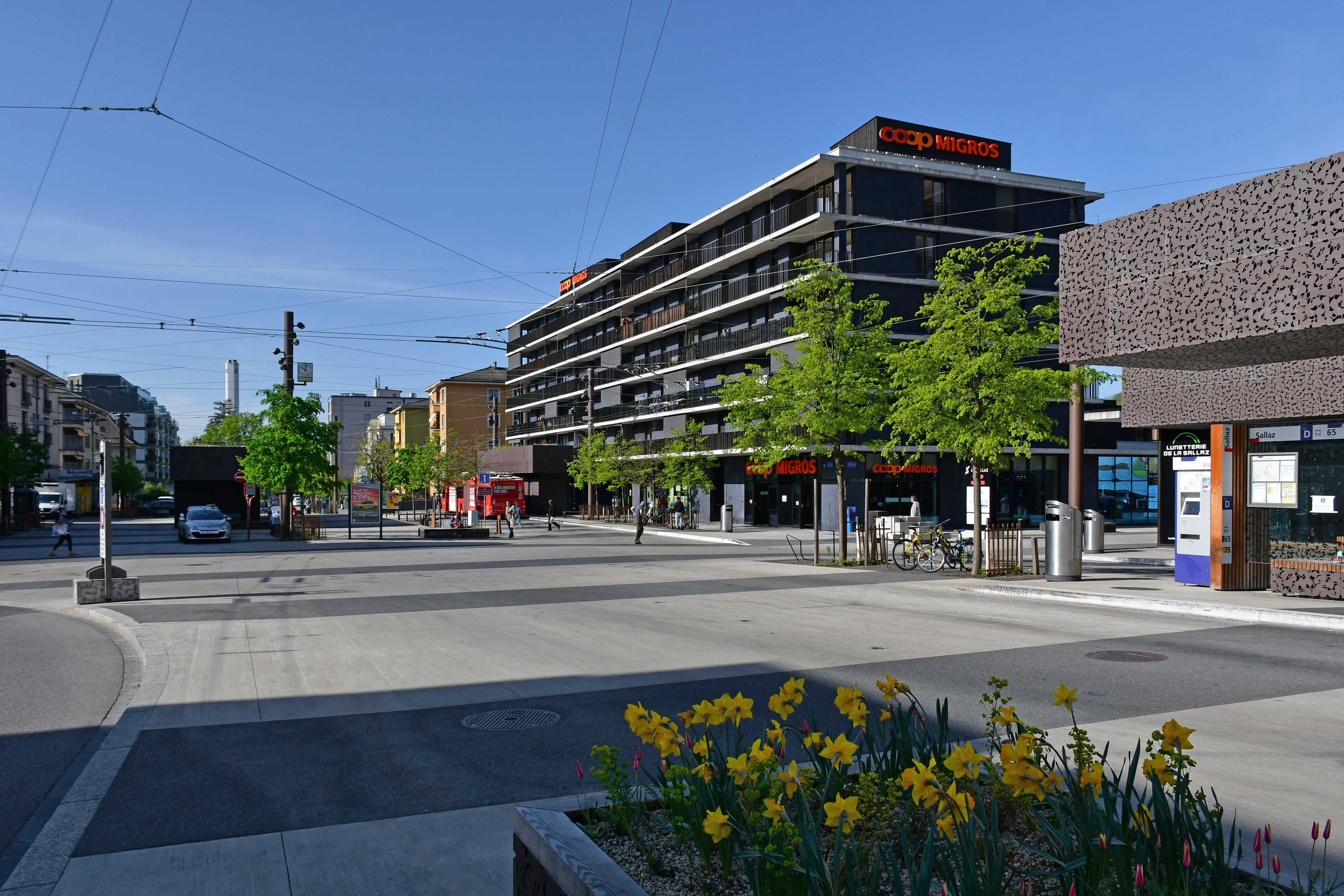
Südlicher Teil der Place de la Sallaz im Jahr 2020 von Norden

Die Place de la Sallaz ist ein öffentlicher Platz im Quartier Sallaz/Vennes/Séchaud der Schweizer Stadt Lausanne. Die öffentliche Freifläche entstand als Verkehrsknotenpunkt auf dem erweiterten Strassenraum einer wichtigen Ausfallstrasse der Hauptstadt des Kantons Waadt und ist heute eine vom Durchgangsverkehr befreite Begegnungszone.

## Lage
Das Gebiet von La Sallaz befindet sich auf einem breiten, nach Nordosten bis zur Stadtgrenze bei Vennes stetig ansteigenden Hügelzug zwischen den tiefen Gräben des Flon im Westen und der Vuachère im Osten. Die Place de la Sallaz liegt etwa zwei Kilometer vom Stadtzentrum entfernt auf 615 m ü. M. und damit fast 200 Meter höher als der Bahnhof Lausanne.

Der 250 Meter lange Platz entwickelte sich im 20. Jahrhundert als städtebaulicher Ort an der alten Landstrasse von Lausanne nach Moudon und Bern, der aktuellen Hauptstrasse 1. Diese Hauptverkehrsachse gehört zum Grundnetz der Waadtländer Kantonsstrassen (frz. route cantonale du réseau de base). Sie trägt vom Quartier Bugnon an den Strassennamen Avenue de la Sallaz. Seit 2011 wird sie über die neue Rue du Vallon und durch einen Tunnel um das Zentrum von La Sallaz herum und durch das teilweise zugeschüttete Flontal bei der ehemaligen Kehrichtverbrennungsanlage UIOM du Vallon geführt. Auf der Teilstrecke von La Sallaz durch die nordöstlichen Aussenquartiere von Lausanne heisst die Strasse Route de Berne. Von Süden erreichen die Avenue Victor-Ruffy und die Avenue de Beaumont, von Südosten die Rue du Temple und von Nordosten die Route d’Oron (Hauptstrasse 141) den Platz. 

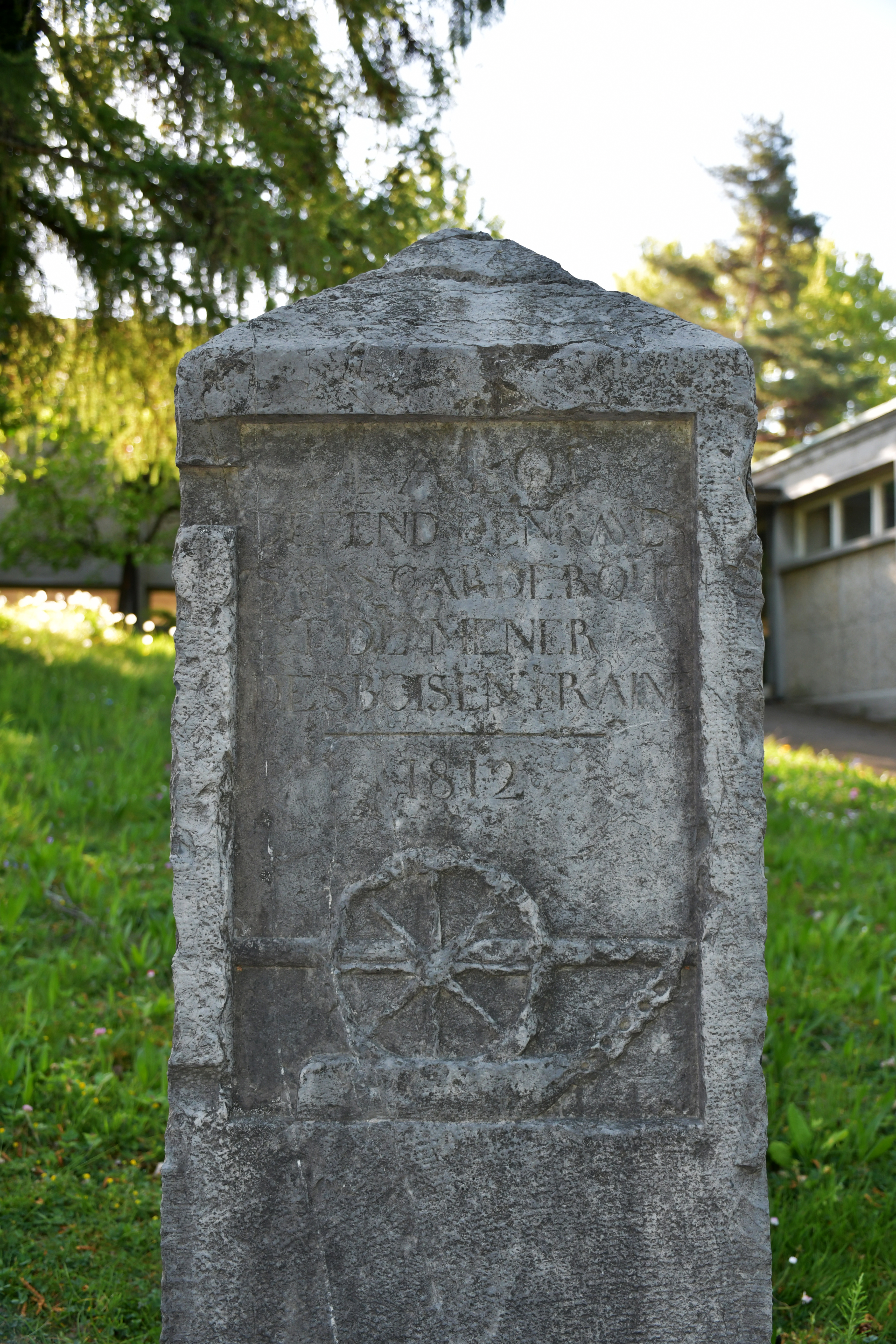
Gebotstein von 1812 in La Sallaz: Die Fuhrleute durften auf der steilen Landstrasse die Räder nicht ohne Radschuhe blockieren und keine Holzstämme als Bremshilfe mitziehen.

## Geschichte
Bis im 19. Jahrhundert lag die landwirtschaftlich genutzte Fläche beim kleinen Weiler La Sallaz weit ausserhalb der Stadtmauern auf freiem Feld neben der Landstrasse. Eine Schmiede und der Gasthof Auberge de la Sallaz waren die einzigen Gewerbebetriebe. Die Postkutschen auf der Bernstrasse passierten die Siedlung ohne Halt.
Im späten 19. Jahrhundert begannen wohlhabende Familien aus Lausanne auf den Hügeln über der Stadt Sommerhäuser zu bauen. Um 1900 gab es im langsam wachsenden Dorf La Sallaz zwei Gasthöfe, eine Bäckerei und einen Krämerladen. Die Immobiliengesellschaft Société de développement du quartier La Sallaz/Vennes stellte 1896 erste Strassenlampen bei La Sallaz an der Hauptstrasse auf.
Das Siedlungsgebiet von Lausanne dehnte sich neben der Bernstrasse allmählich gegen Norden aus. Am Stadtrand lag der Friedhof Cimetière de la Sallaz, wo sich neben anderen die Grabstätten des Politikers Louis Ruchonnet und des Architekten Eugène Viollet-le-Duc befanden. 1883 wurde im Gebiet Bugnon einen Kilometer südlich von La Sallaz das Kantonsspital Centre hospitalier universitaire vaudois eröffnet. Nach 1900 errichteten die Stadtwerke Services industriels de Lausanne in der Nähe das Umspannwerk Pierre-de-Plan, um die elektrische Energie aus dem Kraftwerk Bois-Noir in das Stadtnetz einzuspeisen. 1902 nahm die Strassenbahn Compagnie des chemins de fer électriques régionaux du Jorat die Linie auf der Bernstrasse mit der Ausgangsstation in La Sallaz in Betrieb. Die Konkurrenzgesellschaft Tramways lausannois baute die Anschlussstrecke vom Stadtzentrum bis zur Ortschaft an der Bernstrasse, wo somit eine Umsteigestation entstand. 1904 erhielt La Sallaz die elektrische Beleuchtung, und 1905 richtete die Postverwaltung an der Place de la Sallaz ein Postbüro ein.
Während sich im Stadtquartier Vennes die Siedlungsentwicklung im 20. Jahrhundert beschleunigte, erweiterte sich der Strassenraum im ehemaligen Dorf La Sallaz zu einem städtebaulichen Zentrum im Nordosten von Lausanne mit Kreuzungen von Land- und Quartierstrassen. In der Nähe entstanden die katholische Sankt-Stephanskirche, das La Sallaz-Schulhaus (1955), die Mittelschule collège de Coteau-Fleuri, der Schulkomplex von Grand-Vennes (1977), ein Hallenbad und eine Quartierbibliothek. 1934 wurde am Platz das Le Colisée, eines der ersten Kinos von Lausanne, gebaut, das bis 1989 geöffnet war; 1923 wurde der Raum in ein Sportzentrum umgebaut. 1935 richtete der Sender Radio Suisse Romande in einem Gebäude an der Place de la Sallaz ein Rundfunkstudio ein; an dieser Stelle blieb der Hauptsitz des Senders bis zum Verkauf des Gebäudes durch SRG SSR 2015 an den Kanton Waadt; der Sender errichtet bis 2025 ein neues Studiogebäude im Gebiet der Hochschule École polytechnique fédérale de Lausanne in Ecublens.
Mit der Eröffnung des Autobahnzubringers Lausanne-Vennes an der Autobahn A9 im Jahr 1974 nahm die Bedeutung der Hauptstrasse 1 und der Place de la Sallaz als wichtigste nördliche Ausfallstrasse von Lausanne noch zu. 2008 ging die Metrolinie M2 in Betrieb, die La Sallaz mit dem Stadtzentrum verbindet. Nach dem Bau der Umfahrung im Westen stufte die Stadt den Platz zu einer Begegnungszone herab, die vor allem den Fussgängern dient und nur noch mit Fahrzeugen von drei Buslinien der städtischen Verkehrsbetriebe Transports publics de la région lausannoise und von zwei Postautolinien befahren wird. Das Konzept für die neue Gestaltung des Platzes stammt vom Architekturbüro 2b architectes; nach einer Bauzeit von zehn Jahren wurde der neue Platz im November 2023 eingeweiht. In den 2010er Jahren entstanden auf der Westseite des Platzes an der Stelle älterer Gebäude neue Geschäftshäuser. Eine Fussgänger- und Fahrradpasserelle überquert seit 2013 die Hauptstrasse 1 und verbindet das Sallazquartier mit der Grünzone Sauvabelin westlich des Flontals. Die regionale Wanderroute 138 «Sentier nature Grand Lausanne» überquert den Platz, auf dem jeden Donnerstag ein Gemüsemarkt stattfindet.